# La Nucia (ort)
La Nucia är en ort i Spanien.   Den ligger i provinsen Provincia de Alicante och regionen Valencia, i den östra delen av landet, 400 km sydost om huvudstaden Madrid. La Nucia ligger 240 meter över havet och antalet invånare är 17 874.
Terrängen runt La Nucia är lite bergig. Runt La Nucia är det tätbefolkat, med 709 invånare per kvadratkilometer. Närmaste större samhälle är Benidorm, 8,4 km söder om La Nucia. Trakten runt La Nucia består till största delen av jordbruksmark.